# Fröodling
Fröodling innebär odling av växter i avsikt att framställa lämpligt utsädesfrö. Vanligen avses med fröodling antingen produktion av grönsaksfrö eller av vallväxtfrö, men omfattar till exempel också framställning av frö till prydnadsväxter eller gräsmattefrö. Produktion av utsäde till växter som spannmål, oljeväxter och baljväxter, där frön också är den vanliga skördeprodukten, kallas oftare för utsädesodling.

## Fröodling av grönsaker

### Biologiska förutsättningar
Grönsaker skördas vanligen för konsumtion innan de fullbordat sin livscykel och bildat nya frön. Fröodling av grönsaker skiljer sig därför en hel del från vanlig odling av grönsaker. Odlingsförfarandet påverkas främst om arten är ettårig eller tvåårig, men även om arten är självbefruktande eller korsbefruktande.
Vanliga ettåriga arter är baljväxterna ärt, böna och bondböna liksom grönsaksfrukter som tomat, gurka, melon och pumpa. Även spenat och rädisa fröodlas som ettåriga. Fröodlingen innebär att växten tillåts växa vidare efter normal skördetidpunkt för att bilda mogna frön.
Vanliga tvååriga arter är morot, rödbeta, palsternacka, selleri, kålrot, kål och rova. Dessa odlas som vanligt första året, övervintras i fält eller i lager, varpå de tillåts gå i blom och bilda frö.

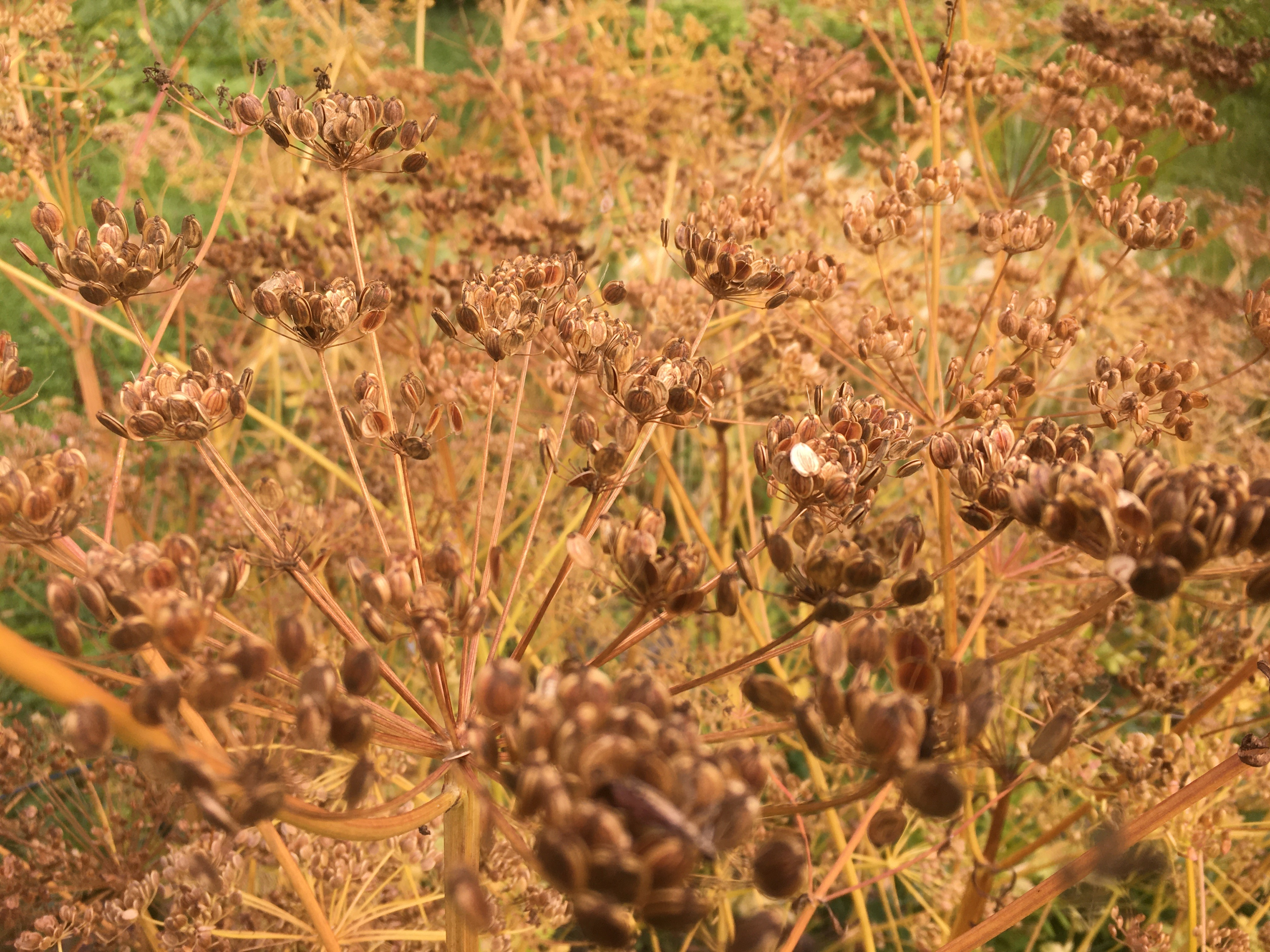
Fröodling av palsternacka med fullmoget frö redo att skördas.

De tvååriga arterna, liksom gurkväxter, rädisa och spenat är korsbefruktande. Det innebär att fröodlingen av en sort måste ske isolerat från fröodlingen av en annan sort av samma art för att hindra korsbefruktning. 

### Historia
Grönsaksfrö har såväl importerats som odlats inom landet i flera hundra år. Under 1900-talets första hälft var produktionen av grönsaksfrö omfattande i Sverige. I synnerhet i Skåne och på Öland förekom fröodling av ett stort antal grönsaksarter. Under åren för andra världskriget när fröimporten var begränsad, täcktes nästan hela det inhemska fröbehovet av inhemsk fröodling. Från 1960-talet och framåt sker, med undantag av spenatfrö, nästan ingen kommersiell fröodling av grönsaker i Sverige.

### Fröodling idag
Fröodling av grönsaker i husbehovsskala bedrivs av föreningen Sesam. Projekt för att återetablera inhemsk kommersiell fröodling av grönsaker har också initierats. 

## Fröodling av vallväxter

### Historia
Behovet av vallfrö uppkom successivt från 1700-talets senare del och under 1800-talet när foderväxter började odlas på åkermark istället för att som tidigare skördas från ängsmark. Inledningsvis samlades frö från vilda ängsväxter, men produktionen övergick efterhand till medveten fröodling av specifika vallväxter.

### Fröodling idag
Fröodling av vallväxter i Sverige görs idag årligen på ungefär 17000 ha där de viktigaste arterna är timotej, rödklöver, vitklöver, rödsvingel och ängssvingel. All fröodling sker som kontraktsodling. De flesta fröodlare är organiserade inom branchorganisationen Sveriges Frö- och oljeväxtodlare.